# Apotetrastichus contractus
Apotetrastichus contractus är en stekelart som först beskrevs av Walker 1872.  Apotetrastichus contractus ingår i släktet Apotetrastichus och familjen finglanssteklar. Inga underarter finns listade i Catalogue of Life.